# Leda Rafanelli
Leda Rafanelli (Pistoya, 4 de julio de 1880-Génova, 13 de septiembre de 1971) fue una anarquista italiana, también conocida como «la gitana anarquista». Militante y propagandista anarcoindividualista, feminista, sufí, antimilitarista y escritora.

## Biografía
Nació el 4 de julio de 1880 en Pistoya (en la Toscana italiana) de familia pequeñoburguesa. Se interesó, siendo aún muy joven, por la cuestión social. En 1903 en Alejandría (Egipto), a donde su familia había viajado por razones económicas, comenzó a aprender sobre tipografía. Allí se encontró con elementos del anarquismo italiano, se volvió anarquista y se apasionó por el Islam y comenzó a aprender árabe. Conoció al joven anarquista toscano Luigi Polli, con quien se casó. De vuelta a Italia ambos crearon una casa editorial "Edizioni Rafanelli-Polli". Colaboró en "La Blouse" (1906-1910) y "La Donna Libertaria" (Parma, 1912-1913). Luego se separó de su esposo.
Por esos tiempos Rafanelli conoció a intelectuales y escritores del momento como Papini, Prezzolini, Palazzeschi y representantes de futurismo como Russolo, Boccioni, Marinetti. Con Carrà estableció una fructífera relación de trabajo que dio lugar a una historia de amor. Su versión del futurismo en el arte fue de orientación libertaria.
En 1907 conoció al tipógrafo anarquista individualista Giuseppe Monanni, con quien se fue a vivir a Milán y creó con él "Casa Editrice Sociale". En 1908 formó parte, junto a Ettore Molinari y Nella Giacomelli, del comité de redacción de "La Protesta umana" (1906-1909) y prosiguió su colaboración con las publicaciones libertarias: "Il Pensiero" de Pietro Gori y Luigi Fabbri; "Libertario"; "Grido della folla"; "Volontà". Además, creó junto a su compañero una revista anarquista individualista, "Vir", después "La Sciarpa nera" y crea una nueva editorial. En 1910 dio a luz a su hijo Marsilio, de su relación con Monanni.
Durante la guerra, fiel al antimilitarismo, se opuso a los intervencionistas. Paralelamente a su labor propagandista, se labró una carrera como literata y poeta. Pero con la llegada al poder de Mussolini (de quien había sido amiga y "amante-política" cuando éste era aún un socialista revolucionario antes de la Primera Guerra Mundial) toda propaganda anarquista y trabajo editorial se torna bastante difícil. El 7 de febrero de 1923 su casa editorial fue asaltada y la revista "Pagine Libertarie", suprimida. Fue arrestada junto a Monanni y otros compañeros como Carlo Molaschi o Fioravante Meniconi.
Hacia el final de su vida, dio cursos de idioma y caligrafía árabe y colabora en "Umanità Nova". Es autora, bajo numerosos seudónimos, de numerosas obras: "L'eroe della folla" (1910); "Seme nuvo"; "Donne e femmine"; "Verso la Siberia"; "L'Oasi". Murió en Génova el 13 de septiembre de 1971. Su nota necrológica decía de sí misma:

Leda Rafanelli, viva por siempre, saluda a todos sus compañeros. ¡Viva la Anarquía!

## Pensamiento
Leda Rafanelli fue una anarquista mística que se identificó fuertemente con la literatura individualista de la época, entre ellos Max Stirner y Nietzsche, aunque marca distancia con aquellas posturas que puedan degenerar al individualismo hacia la violencia irracional o el darwinismo social, para ello se acercó al anarquismo como forma de matizar posturas. Su interés por el islam iba por la línea del sufismo y la danza derviche, en un misticismo de religiosidad tolerante.
Rafinelli estaba comprometida en la lucha contra el colonialismo, y se opuso al imperialismo europeo. Ésta se vio reforzada por su conversión al islam, a pesar de que escribió muchos artículos que combaten contra el clericalismo, el militarismo y la opresión de la mujer, Leda convirtió la cultura árabe en una alternativa política y social que se opone a la civilización occidental.
Paralelamente a su participación en la dinámica en lo sociopolítico, su propaganda política anarquista fue pionera en esfuerzos en la publicación de novelas, cuentos, poesía y prosa y fábulas para niños. Su estilo literario combinaba la crítica social con la crónica realista, influenciada por Zola, el verismo italiano y Tolstoi.

## Legado
Parte de su obra fue recogida por Aurelio Chessa, que ha estructurado uno de los más importantes archivos anarquistas, el Fondo (Archivo) de la Familia de Camillo Berneri, actualmente conocido como el "Archivo de la Familia Berneri-Chessa", cuya responsable es Fiamma Chessa, hija de Aurelio. El archivo, con sede en Reggio Emilia, incluye la presentación de la colección completa de todas las obras y los escritos autobiográficos de Leda, para lo que ha sido especialmente creado el "Fondo Leda Rafanelli".

## Obras
- La bastarda del principe. Madre coronata e madre plebea (1904)
- Amando e combattendo. Racconto sociale (1906)
- Società presente e società avvenire (1907)
- Contro la scuola (1907)
- Seme nuovo. Romanzo (1912)
- L'Eroe della folla : romanzo (1920)
- Un sogno d'amore : romanzo (1921)
- Bozzetti sociali (1921)
- Donne e femmine : novelle (1922)
- Una donna e Mussolini (1946)
- Lavoratori! (1959)